# Pyrenaearia parva
Pyrenaearia parva é uma espécie de gastrópode da família Hygromiidae.
É endémica de Espanha. 